# Malmska villan

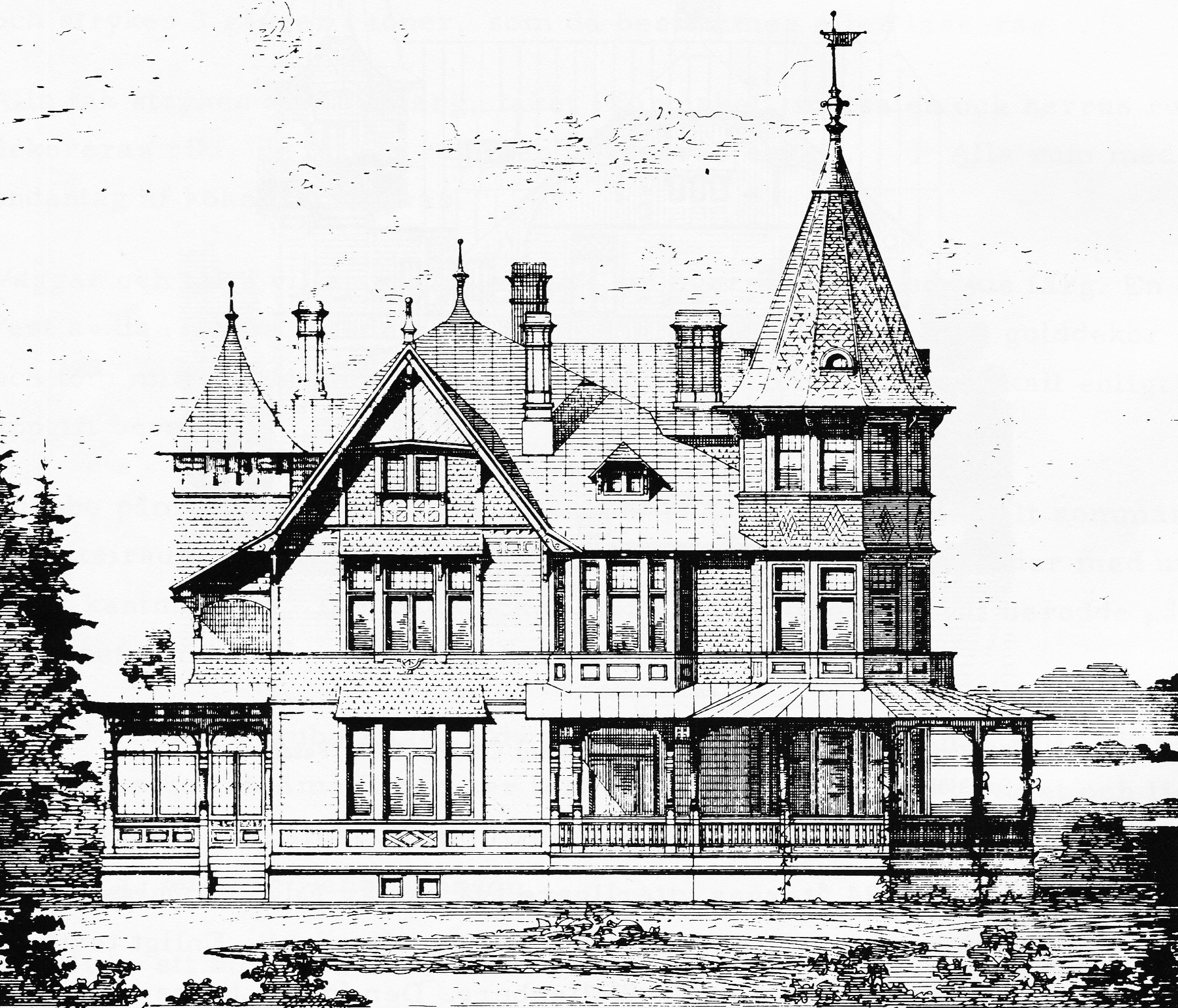
Villan i "Svenska Herrgårdar och villor 1894" efter en teckning av Hjalmar Kumlien.

Malmska villan var en sommarvilla vid nuvarande Saltsjöpromenaden 10 i Saltsjöbaden, Nacka kommun. Villan ritades 1892 av arkitekt Edward Ohlsson och nyttjades mellan 1895 och 1902 som Saltsjöbadens sanatorium. Den siste ägaren var konsulinnan Irene Malm, därav namnet. Byggnaden revs på 1960-talet och ersattes av två moderna villor.

## Bakgrund
Arkitekt Edward Ohlsson ritade flera villor för Wallenbergfamiljen i den nybildade villa- och badorten Saltsjöbaden, bland dem Marcus Wallenbergs egen Villa Furubo vid Ringvägen, dessutom Villa Amalfi, Villa Matadi vid Pålnäsviken och så Malmska villan nära tennisbanorna vid dagens Saltsjöpromenaden. De båda senare beställdes av K. A. Wallenberg. Amalfi och Madati finns fortfarande bevarade medan Furubo och Malmska villan revs på 1960-talet. Närmaste granne i väster till  Malmska villan var Bogemanska villan som inte heller finns kvar.

## Villans arkitektur

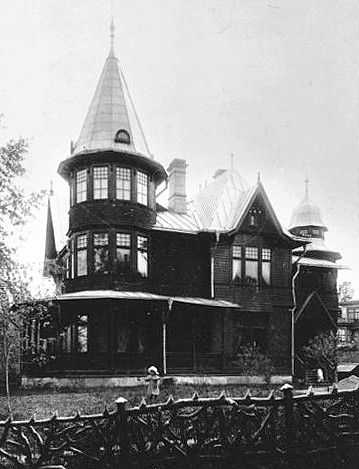
Villan på tidigt 1890-tal.

Malmska villan var ett två våningars trähus med ett spetsigt torn i tre våningar på nordöstra hörnet. Närmaste granne var Villa Lugnet som fortfarande finns kvar och är mera känd som Grünewaldvillan (ritad 1893 av Ferdinand Boberg). Ohlsson ritade ett hus i nationalromantisk stil med inspiration av amerikansk stick style, som var populär för sommarvillor vid den tiden. Fasaderna var delvis spånklädda och täcktes av panel i olika ritningar. 
Byggnaden smyckades med verandor och burspråk, med små utskjutande takliknande partiet samt ytterligare ett, något lägre torn mot väster. Mot söder fanns en stor inglasad utbyggnad i en våning. Interiören var dels tung och mörk, som i matsalen som hade hög bröstpanel, kraftigt trätak med synliga bjälkar, parkettgolv i stjärnmönster samt möbler i barockstil, dels ljus och jugendinspirerad som i utbyggnaden. Salongen var inredd i empir.

## Villans boende
År 1895 hyrdes villan av sjuksköterskan Clara Emilia Smitt. Hon var examinerad hydroterapeut och studerat medicin utomlands, framförallt moderna hälsometoder som vattenbehandling och elektriska ljusbad. Hon menade att sjukdomar inte botas med medikament utan med sunt leverne som diet, motion och bad i olika former och ville praktisera sina kunskaper i Sverige. Den 1 maj 1895 öppnade hon i villan Saltsjöbadens sanatorium. 
I en annons i Saltsjöbadens Tidning från juni 1896 syns själva villan och hela sjukvårdsprogrammet med bland annat roddövningar, trädgårdsarbete, vedsågning och barfotagående. Ekonomiska svårigheter tvingade Clara Smitt att lägga ner verksamheten i Saltsjöbaden 1902 och flytta från villan. Den sista ägaren var Irene Malm, änkan efter konsul Knut Gustaf Malm, som står för villans namn. Villan revs på 1960-talet och tomten styckades upp i två delar som bebyggdes med moderna villor.

## Interiörbilder

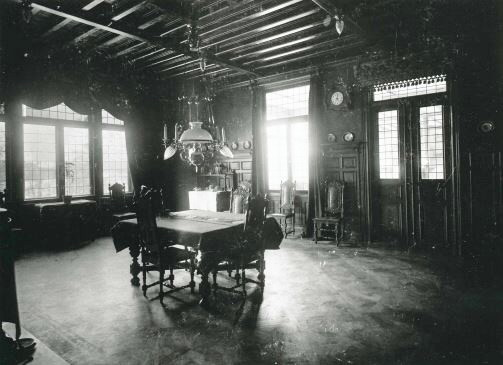
Matsalen
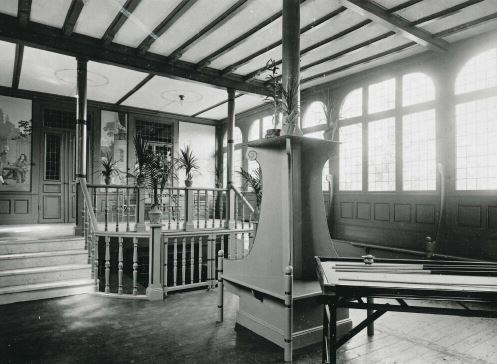
Utbyggnaden
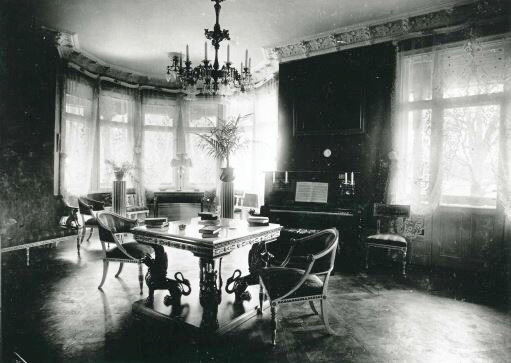
Salongen
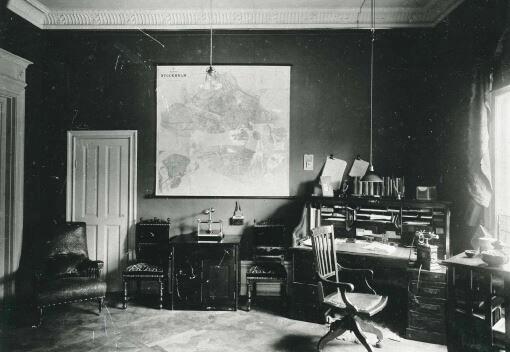
Arbetsrummet
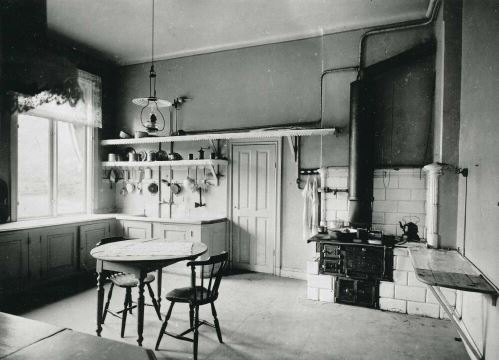
Köket